# Задача об освещении
Задача об освещении — вопрос Эрнста Штрауса, сформулированный им в 1950-х годах.
В плоской фигуре (комнате) с зеркальными сторонами есть точечный источник света. Верно ли что любая точка фигуры освещена?

## Решения
- Для случая комнаты с гладкой границей ответ отрицательный;
  - Более того, можно построить пример комнаты, неосвещаемой полностью из любой её точки; пример с двумя дугами эллипсов показан на рисунке. Этот пример был построен Роджером Пенроузом в 1958 году и переоткрыт Виктором Кли в 1979.[2][1][3]

- Пример многоугольной комнаты, построенный Джорджем Токарским в 1995 году, имеет точку, куда свет не доходит, при этом считается, что углы комнаты поглощают свет.[4]

- Подобный пример построен им же в размерности 3.
- Позже Д. Кастро построил пример с меньшим числом сторон.

- Источником света в многоугольной комнате с рациональными (в градусах) углами будет освещать всю комнату, за возможным исключением конечного числа точек.[6]